# Пуэрто-Лемпира
Пуэ́рто-Лемпи́ра (исп. Puerto Lempira) — город в восточной части Гондураса, на побережье лагуны Каратаска Карибского моря, в исторической области Ла-Москития. Административный центр департамента Грасьяс-а-Дьос. Несмотря на то, что в данном городе нет дорог с твердым покрытием, он является самым крупным городом департамента.
Назван в честь индейского вождя Лемпиры, воевавшего против испанских конкистадоров в начале XVI века.
Пуэрто-Лемпира стал административным центром в 1975 году. До этого функции центра выполнял город Брус-Лагуна.
После свержения и изгнания в 1979 году в Никарагуа Анастасио Самосы силами Сандинистского фронта национального освобождения, Пуэрто-Лемпира стал центром операций ЦРУ против сандинистов.
Город обслуживается региональным аэропортом Пуэрто-Лемпира, который также является одним из узловых аэропортов ВВС Гондураса.